# Gorgippos du Bosphore
Gorgippos du Bosphore est souverain  conjoint du royaume du Bosphore avec son frère Leucon Ier à partir de 389 av. J.-C.

## Origine
Selon Polyen, Gorgippos est un fils de Satyros Ier.

## Règne
Polyen indique que Gorgippos succède à Satyros Ier, mort de chagrin après la mise à mort par son ennemie Tirgatao, reine des « Ixomantes », de son autre fils, l'otage Métrodore.
Toujours selon Polyen, Gorgippos doit implorer la clémence de la reine Tirgatao et lui offrir des présents (un tribut ?) pour obtenir la paix. Dans ce contexte, il semble que Gorgippos gouvernait la partie asiatique du royaume du Bosphore, située près de la mer d'Azov et notamment le « royaume des Sindoi » (en fait une cité grecque), confisqué à son beau-frère Hécataios, dont la capitale, le port de Sindike ou Sindos est d'ailleurs rebaptisée ensuite de son nom, Gorgippia.

## Postérité
Chronologiquement, Gorgippos semble être le père homonyme de la princesse Kamasarye, épouse de Pairisadès Ier.